# 波莱西圣安多尼修道院

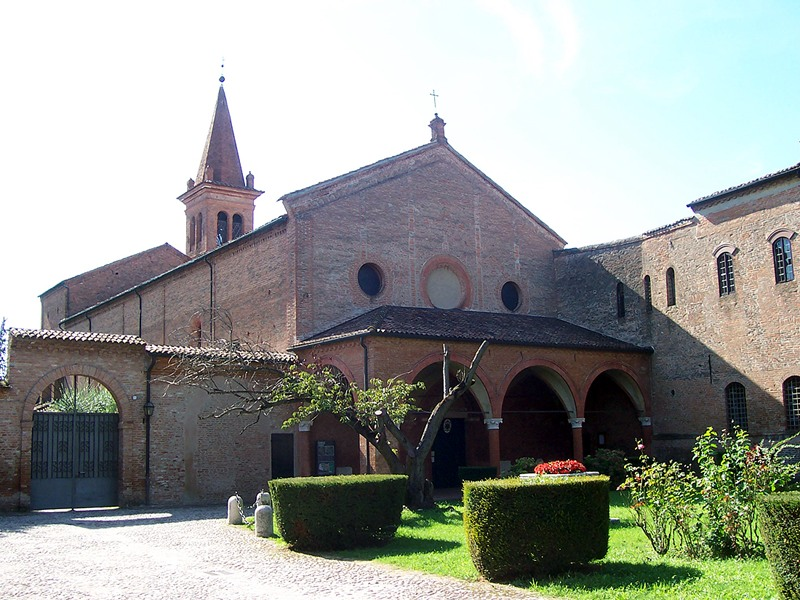
波莱西圣安多尼修道院

波莱西圣安多尼修道院（Sant'Antonio in Polesine）是意大利费拉拉一个罗马天主教本笃会修女院，供奉圣安多尼。

## 历史
名称“波莱西”并非是指波莱西地区，而是指原来被水包围的的状况。修道院由奥斯定会创建于中世纪早期，位于波河中央的一个小岛。
真福比阿特丽斯埃斯特是侯爵阿索·诺弗洛的女儿，到本笃会修道时，她的父亲将这座修道院作为礼物赠送给她。大约1257年，比阿特丽斯搬进修道院，1264年在此去世，1270年册封为真福品。此后，修道院得到了埃斯特家族的赞助。

## 建筑

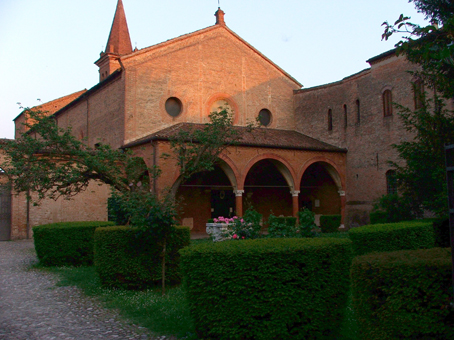

修道院只有教堂向公众开放。教堂是巴洛克风格，小堂内有乔托画派的壁画：“婴孩耶稣与圣母”、“受难”、多梅尼科·帕内蒂的“圣母领报”（15世纪） 以及尼科洛·罗斯利的镀金祭台画“鞭打”（16世纪）。 
修道院内有创建者比阿特丽斯的巨大坟墓。